# Robert Henry Whitfield
Robert Henry Whitfield (* 14. September 1814 in Suffolk, Virginia; † 5. Oktober 1868 in Smithfield, Virginia) war ein US-amerikanischer Jurist und Politiker.

## Werdegang
Robert Henry Whitfield, Sohn von Henry Whitfield, wurde während des Britisch-Amerikanischen Krieges auf der Plantage seines Großvaters im Nansemond County geboren, welches heute ein Teil der unabhängigen Stadt Suffolk ist. Über seine Jugendjahre ist viel nicht bekannt. Irgendwann studierte er Jura und begann nach dem Erhalt seiner Zulassung als Anwalt zu praktizieren. Seine Studienzeit war von der Wirtschaftskrise von 1837 überschattet und die Folgejahre vom Mexikanisch-Amerikanischen Krieg. Er heiratete Rebecca Ann Peebles († 1871). Das Paar bekam mindestens drei gemeinsame Kinder: Henry (1850–1887), Samuel (1854–1889) und Robert (1856–1910). 1851 kandidierte er für einen Sitz im US-Repräsentantenhaus. Whitfield wurde 1852 Commonwealth's Attorney im Isle of Wight County – ein Posten, den er bis 1860 innehatte. 1861 nahm er als Delegierter an der Sezessionsversammlung von Virginia teil. Er wurde 1863 in den zweiten Konföderiertenkongress gewählt, wo er von März 1864 bis zu seinem Rücktritt am 2. März 1865 tätig war. Wahrscheinlich nahm er nach dem Ende des Bürgerkrieges seine Tätigkeit als Jurist wieder auf. Whitfield verstarb 1868 in Smithfield (Isle of Wight County). Er wurde dann auf einem Privat- oder Familienfriedhof beigesetzt, später aber auf den Old St. Luke's Church Graveyard bei Smithfield umgebettet.